# Bækkelagets SK
Bækkelagets Sportsklub är en norsk idrottsförening. 

## Historia
Föreningen grundades hösten 1909 av fem killar som ville träna ihop. Det finns i dag sju olika sektioner inom Bækkelagets Sportsklub: skidor (inklusive backhoppning), skidskytte, orientering, friidrott, handboll, fotboll och innebandy. Tidigare har man också haft bandy på programmet. 
Bækkelagets Sportsklub är känd för att arrangera en av världens största fotbollsturneringar, Norway Cup.

## Handboll

### Damhandboll
Elitlaget i handboll för damer är Bækkelagets Sportsklubs mest kända lag. Den nuvarande tränaren heter Morten Østreng och Bækkelaget Håndball Elite damer spelar i näst högsta serien. Laget är mest känt för tiden då Anja Andersen spelade i klubben. Dåvarande tränare var Frode Kyvåg. BSK vann cupvinnarcupen två år i rad, säsongerna 1997/1998 och 1998/1999.
Spelarna som vann Cupvinnercupen 1997/1998: Anja Andersen, Danmark, Reyes Baello Vidal, Spanien, Heidi Berg, Norge, Vibeke Cook-Jensen, Norge, Hanne-Cathrine Eliesen, Norge, Gro Engstrøm, Norge, Eli Fallingen, Norge, Hilde Gaupset, Norge, Nina Gullingsrud, Norge, Ellen Beate Guttormsen, Norge, Sahra Hausmann, Norge, Siv Heim Sæbøe, Norge, Kari Anne Hole, Norge, Monica Kyvåg, Norge, Tone Langbakken, Norge, Cecilie Leganger, Norge, Pia Løkenflaen, Norge, Mette Malm, Norge, Line Olsen, Norge, Mette Ruud-Johansen, Norge, Sorina Teodorovic, Österrike, Tonje Wikstrøm, Norge
Spelarna som vann Cupvinnercupen 1998/1999: Anja Andersen, Danmark, Reyes Baello Vidal, Spanien, Heidi Berg, Norge, Gro Engstrøm, Norge, Eli Fallingen, Norge, Hilde Gaupset, Norge, Nina Gullingsrud, Norge, Ellen Beate Guttormsen, Norge, Hanne Halèn, Norge, Sahra Hausmann, Norge, Siv Heim Sæbøe, Norge, Kari Anne Hole, Norge, Jeong-Ho Hong, Sør-Korea, Monica Kyvåg, Norge, Lise Larssen, Norge, Cecilie Leganger, Norge, Gitte Madsen, Danmark, Line Olsen, Norge, Mette Ruud-Johansen, Norge, Stine Steen, Norge, Sorina Teodorovic, Österrike
Tidigare spelare i BSK:
- Susann Goksør Bjerkrheim, till 1998, Norge
- Kjersti Grini, 1991–1997, Norge
- Heidi Tjugum, 1991–1997, Norge
- Hege Kristine Kvitsand, 1993–1998, Norge
- Camilla Andersen, 1996–1997, Danmark

Klubblaget spelade också finalen i EHF-cupen 1995 men förlorade till Debreceni.
På nationell nivå har klubben vunnit 4 norska mästerskap: 1983–1984, 1991–1992, 1994–1995 och 1998–1999.

### Herrhandboll
På herrsidan gick klubben samman med Nordstrand Idrettsforening och bildade  BSK/NIF. 2013 ändrades klubbens namn till BSK Håndball Elite, som är klubbens bästa lag både på herr- och damsidan. Herrlaget spelade säsongen 2018/2019 i Grundigligaen, Norges högsta liga. Historiskt har herrarna inte samma stora meriter som damerna.

## Meriter orientering
- Segrare 10-mila: 1997, 2001
- Segrare 10-mila (damkavlen): 1997, 1998
- Segrare Jukolakavlen: 1988, 1999, 2002
- Segrare Venlakavlen: 1981, 1996, 1997.[1]

### Fotnoter
1. ↑  Rolf Bryhn. ”Bækkelagets Sportsklu” (på norska). Store norske leksikon. https://snl.no/B%C3%A6kkelagets_Sportsklub. Läst 29 september 2017.